# Peña Bolística Sobarzo
La Peña Bolística Sobarzo es un equipo fundado en 1972 que se encuentra en el pueblo de Sobarzo, Ayuntamiento de Penagos, Cantabria. Es uno de los equipos que más apuesta por los bolos, pues cuenta con numerosas peñas en categorías inferiores, contando las de 2ª Especial y Liga Nacional.

## Historial
Ha militado tres temporadas en la máxima categoría nacional, la Liga Nacional de Bolos; en su primera temporada (2006) lograron el 11º puesto, descendiendo a Primera categoría. En 2009, en su regreso a la máxima categoría, alcanzaron el subcampeonato liguero; la temporada siguiente (2010) fueron terceros, y en 2011 lograron el título.
La peña es conocida regionalmente por sus numerosos equipos y por la "saga" Gandarillas, compuesta por los tres hermanos y el padre de los tres. 2009 fue una de los mejores temporadas; en la categoría de "2ª Especial" el equipo ganó la competición pero no pudo ascender, debido a que el equipo de Primera categoría regional quedó 4º clasificado no pudiendo ascender a la Liga APEBOL, máxima categoría regional. Ese mismo año 2009 quedó subcampeona de la máxima competición nacional (Liga Nacional de bolo palma) perdiéndola en el chico de desempate por un solo bolo.

## Palmarés

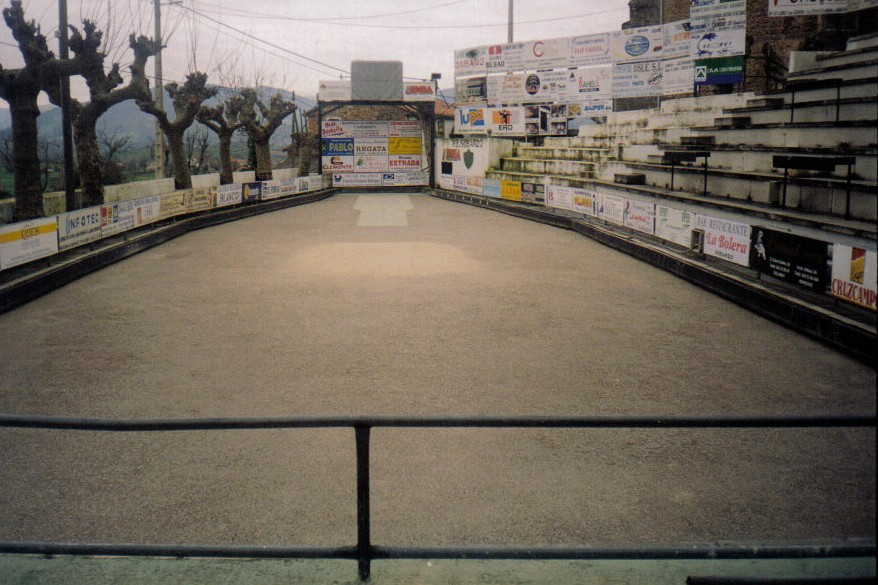
Bolera La Tapia de Sobarzo

- Campeón de la Liga Nacional de Bolos (1): 2011
- Subcampeón de la Liga Nacional de Bolos (1): 2009
- Campeón de la Copa Federación Española de Bolos (1): 2011
- Subcampeón de la Copa Federación Española de Bolos (2): 2010, 2012
- Campeón de la Liga Regional de Primera Categoría de Bolos (2): 2005, 2011[2]

## Últimas temporadas[3]
| Temporada | Categoría         | Puesto | Notas                          |
| --------- | ----------------- | ------ | ------------------------------ |
| 1999      | Primera           | 4º     |                                |
| 2000      | Primera           | 9º     |                                |
| 2001      | Primera           |        |                                |
| 2002      | Primera           | 4º     |                                |
| 2003      | Primera           | 3º     |                                |
| 2004      | Primera           | 3º     |                                |
| 2005      | Primera           | 1º     | Campeones de Primera y Ascenso |
| 2006      | Liga Nacional     | 11º    | Descenso                       |
| 2007      | Primera           | 4º     |                                |
| 2008      | Primera           | 6º     |                                |
| 2009      | Primera           | 4º     |                                |
| 2010      | Primera           | 3º     |                                |
| 2011      | Primera           | 1º     | Campeones de Primera y Ascenso |
| 2012      | División de Honor | 9º     |                                |
| 2013      | División de Honor | 10º    |                                |
| 2014      | Division de Honor | 12º    | Permanencia "In Extremis"      |
| 2015      | Division de Honor | 10º    |                                |